# Dead Man's Hand (roman)
Pour les articles homonymes, voir Dead Man's Hand.
Dead Man's Hand (titre original : Dead Man's Hand) est un roman écrit par George R. R. Martin et John J. Miller. Il est paru le 1er juillet 1990 en version originale aux éditions Bantam Spectra puis a été traduit en français et a paru le 7 mars 2018 aux éditions J'ai lu dans la collection Nouveaux Millénaires.
Dead Man's Hand est le septième volume de la saga uchronique Wild Cards mettant en scène des super-héros dans un XXe siècle où, le 15 septembre 1946, un virus extra-terrestre capable de réécrire l’ADN humain est libéré au-dessus de New York et décime 90 % de la population qu'il touche. Les rares survivants épargnés possèdent des super-pouvoirs, on les appelle « As », tandis que les autres sont victimes de difformités plus ou moins avancées, on les appelle « Joker ».

## Personnages principaux
- Jay Ackroyd, créé par George R. R. Martin
- Daniel Brennan, créé par John J. Miller

## Éditions
- Dead Man's Hand, Bantam Spectra, 1er juillet 1990, 328 p.  (ISBN 0-553-28569-6)
- Dead Man's Hand, J'ai lu, coll. « Nouveaux Millénaires », 7 mars 2018, trad. Sébastien Guillot, 448 p.  (ISBN 978-2-290-15210-2)